# Hijab

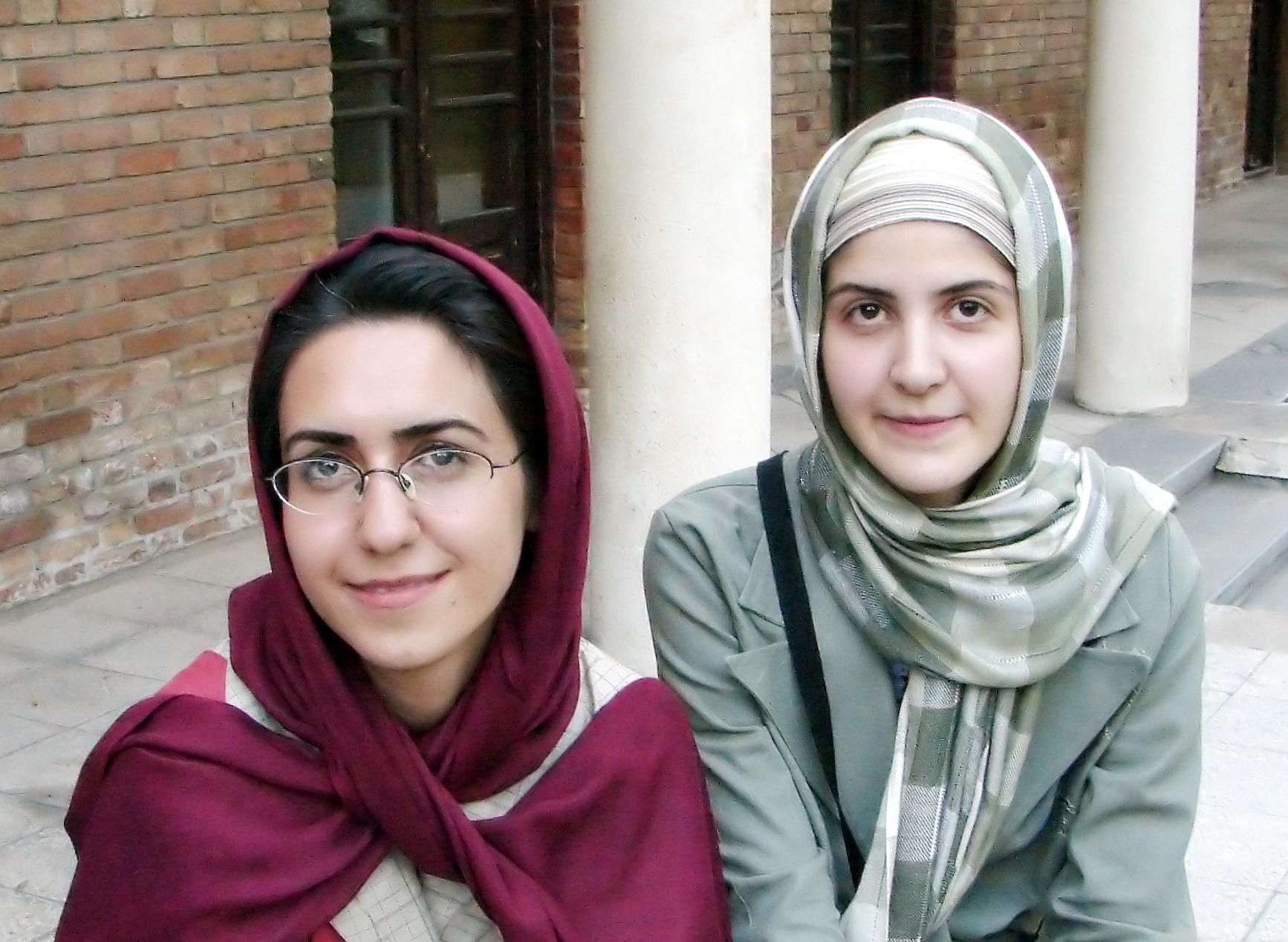
Iranska kvinnor iförda hijab: till vänster en scarf som lämnar en del hår synligt; till höger täcks hår och hals fullständigt med en undersjalett.

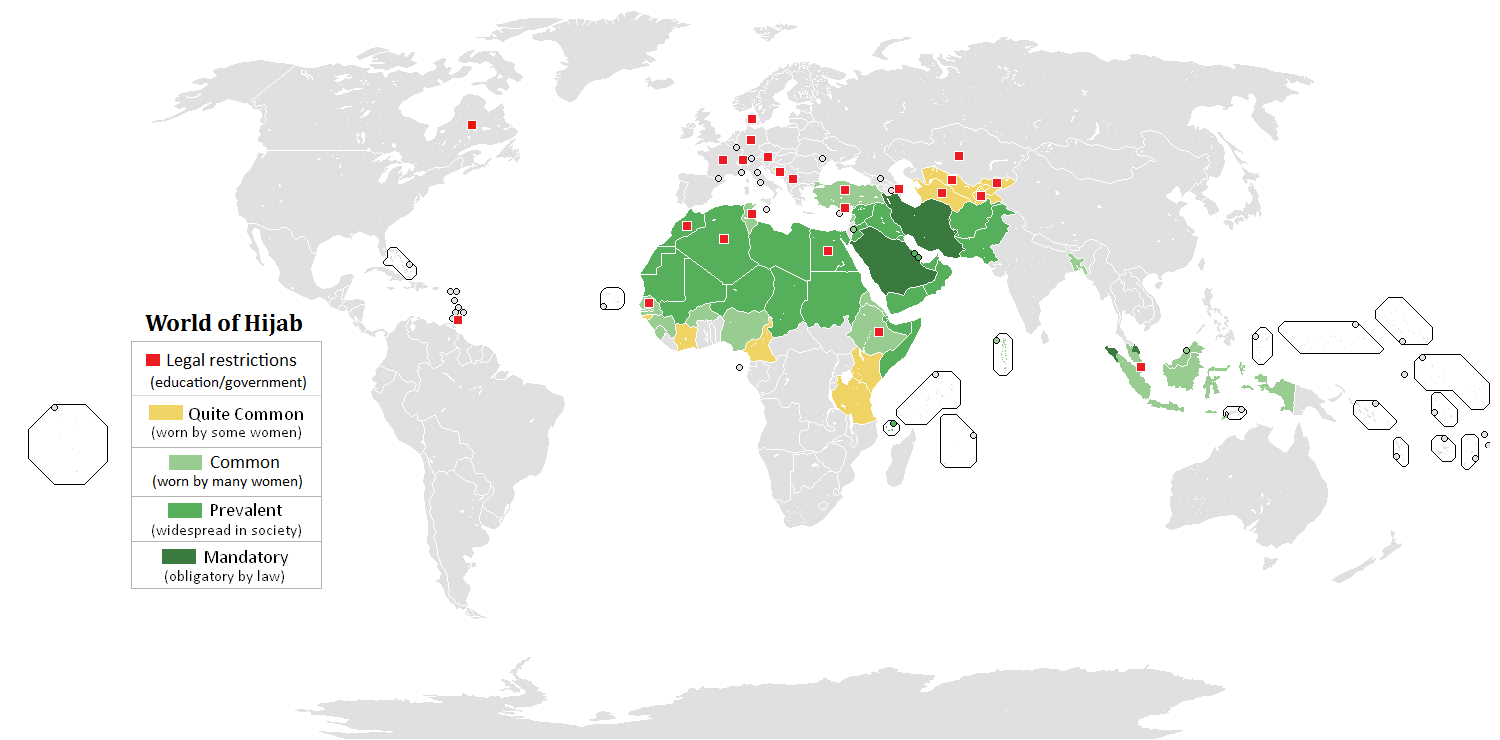
Bärande av hijab i världen.
Rött - Användning förbjuden eller begränsad inom utbildningsväsendet och den offentliga förvaltningen.
Brunt - Hijab är vanligt förekommande.
Gult - En betydande minoritet av kvinnorna använder plagget.
Ljusgrönt - De flesta kvinnor använder hijab.
Mörkgrönt - Användning av hijab är för kvinnor påbjudet i lag.

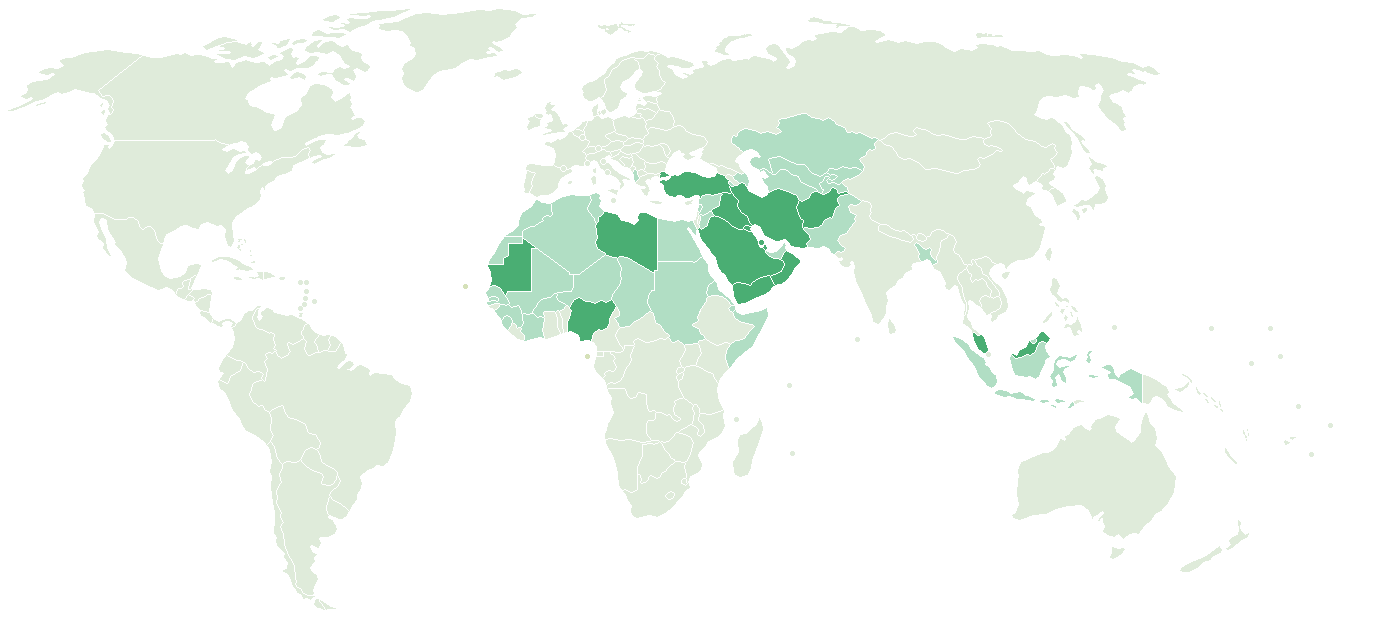
Hijab och status.
Mörkgrönt - Land med övervägande muslimsk befolkning där landets premiärminister eller "första dam" bär hijab.
Ljusgrönt - Land med övervägande muslimsk befolkning där landets premiärminister eller "första dam" inte bär hijab.

Hijab (ibland hidjab; arabiska حجاب) är dels en beteckning på islamsk täckande klädsel i allmänhet och i snävare bemärkelse namnet på ett specifikt plagg, nämligen en huvudduk eller sjal som används av kvinnor och som täcker håret, halsen och axlarna. Den senare betydelsen är vanlig både i flera arabländer och västländer. Att täcka huvudet med sjal är en variant att klä sig enligt muslimska påbud. En hijab kan ha olika utformning och vissa typer av slöjor i vidare mening täcker även ansikte och kropp. 
I dagligt tal i Sverige används ordet slöja istället för hijab.

## Etymologi
Hijab (حجاب) betyder ordagrant förhänge, gardin eller överdrag. Roten حجب (hjb) har innebörden övertäcka, avskärma eller beskydda. I den senaste koranöversättningen till svenska (2000) översätts ordet hijab i sura 33:53 med förhänge.
Termen hijab används emellertid inte i Koranen om kläder, istället används libas för att generellt beskriva klädsel. Hijab är ett förhänge som skulle användas för avskildhet. Koranen instruerar manliga troende muslimer att om de ska fråga profeten Muhammeds hustrur om något ska de göra så från bakom en hijab. Det är först senare som betydelsen hijab har överförts till klädsel trots att den term som används för kläder specifika för kvinnor är jilbab.

## Typer av slöjor

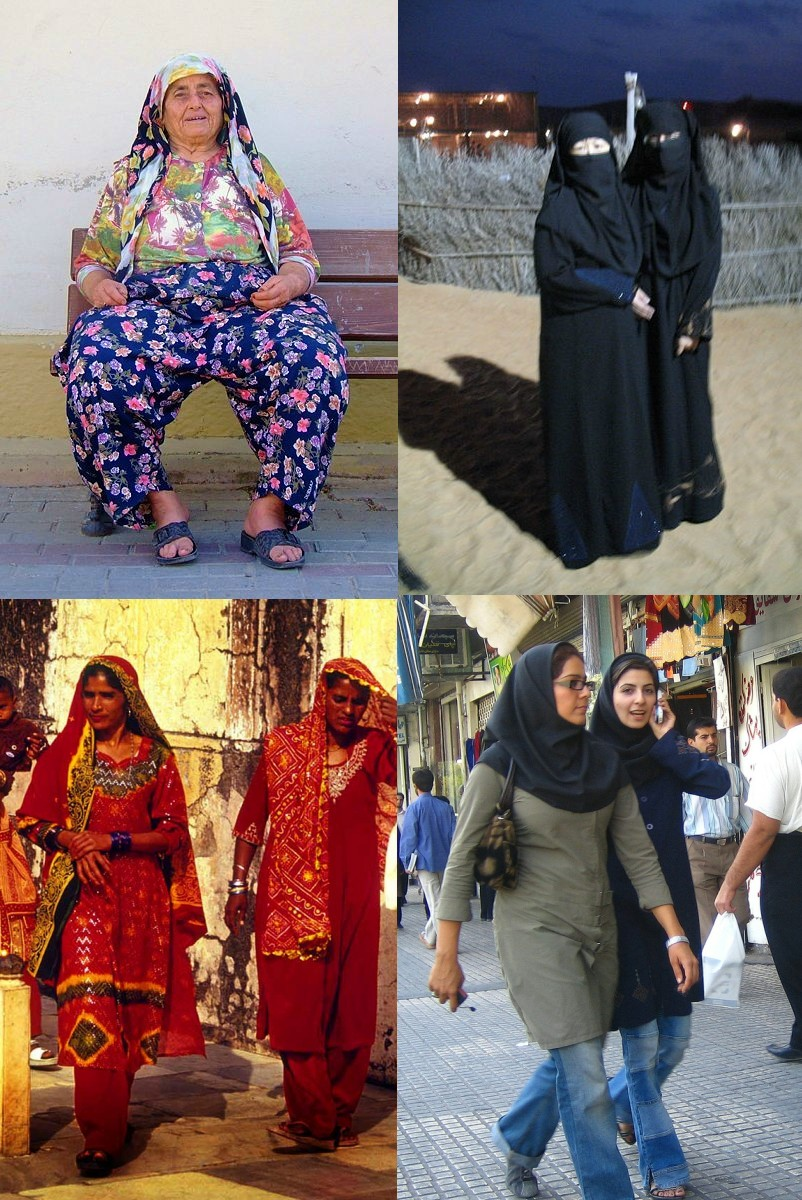
Bärande av hijab och andra täckande plagg i olika muslimska kulturer och länder.

Olika typer av täckande plagg för kvinnor tillämpas i olika muslimska traditioner, och plaggen kan ibland kombineras:
- hijab, sjal som täcker håret, halsen och axlarna. Förekommer i olika färger, mönster och tyger.
- chador, plagg som täcker hela kroppen utom ansikte, händer och fötter. Vanligen svart.
- abaya, ytterplagg som täcker hela kroppen utom ansikte, händer och fötter. Vanligen svart
- niqab, ogenomskinlig slöja som täcker ansiktet utom ögonen. Vanligen svart.
- burka eller chadri, plagg som täcker hela kroppen inklusive ansiktet och ögonen. Vanligen ljusblå.
- burkini, baddräkt som täcker kroppen utom ansikte, händer och fötter, och möjliggör simning. Förekommer i olika utformningar och färger.

## Bakgrund
Enligt islam är det olämpligt att blotta vissa delar av människokroppen i offentliga sammanhang och särskilt för främmande personer av motsatt kön. Dessa delar kallas awrah. Awrah uppfattas något olika i olika länder och kulturer. Vilka delar som är awrah är olika för män och kvinnor. Enligt de flesta tolkningar av islam är bland annat en kvinnas hår awrah, och en "anständig" kvinna ska därför täcka sitt hår i det offentliga rummet för att inte provocera män (som förutsätts vara heterosexuella) sexuellt. 
Koranen föreskriver att troende kvinnor skall fästa ett tygstycke (en khimār, som är en huvudduk som de arabiska kvinnorna före och efter islams inträde i historien hade för vana att fästa över håret) så att den täcker barmen, och svepa in sig i ytterplagg utanför hemmet där främmande män och kvinnor vistas tillsammans. Syftet är att kvinnan skall visa att hon är en anständig kvinna, och därmed undvika risken att bli ofredad. Eftersom hijab bärs för att undvika att provocera män sexuellt, behöver den inte bäras om enbart kvinnor är närvarande. 
Traditionellt behöver inte flickor bära hijab eller täckande klädsel förrän i puberteten. Puberteten definieras som den tidpunkt en flicka får sin första menstruation. Denna är inte strikt bunden till en bestämd ålder. Nio års ålder har dock traditionellt ansett vara en tillåten ålder för giftermål för en flicka, eftersom Muhammed fullbordade sitt äktenskap med sin tredje hustru Aisha när hon var nio år gammal. Därför har nio år varit en tillåten ålder för äktenskap för flickor i många muslimska länder. Nio år blev därför också den ålder när flickor skulle börja bära hijab i flera länder, som till exempel i Iran, där lagen efter islamiska revolutionen fastställde att flickor skulle börja bära hijab när de fyllde nio år: parallellt blev det också lagligt för flickor att gifta sig vid denna ålder. 
Att bära hijab tjänar dels det praktiska syftet att täcka håret, men det är även en symbol som uttrycker identitet, könstillhörighet, samhällsstatus och religionstillhörighet. Hijab är ett plagg med ett starkt politiskt symbolvärde, och bärande eller icke bärande av det kan ge upphov till konflikter. 
Hijab som plagg har uppfattats som en del av könssegregation, då den upprätthåller ett avstånd mellan könen även när kvinnan inte befinner sig i ett harem (dvs inne i hemmet) fysiskt avskild från män, utan rör sig i det offentliga livet. 
Även i andra religiösa grupper i eller från Mellanöstern bär kvinnor ibland plagg som skyler håret. Gifta judiska kvinnor bär traditionellt tichel, och också inom vissa riktningar av kristendomen finns eller har funnits påbud om huvudduk vid gudstjänst.

## Historik

### Förislamskt bruk
Före islam användes olika typer av slöjor inom olika kulturer och av olika skäl. Inom den forntida Assyriens kultur i Mellanöstern användes slöjan som ett sätt att skilja olika kategorier av kvinnor från varandra, och "respektabla" hustrur och döttrar tvingades av lag att bära slöja, men slavinnor och prostituerade kvinnor förbjöds att göra det.
Inom den judisk-hebreiska kulturen under antiken beskrevs beslöjning av kvinnor som en fråga om dygd (tzniut) och användes av judarna som ett sätt att skilja ut judiska kvinnor från icke judiska kvinnor i det omgivande babyloniska och senare helleniska och romerska samhället.  
Inom kristendomen, som ursprungligen var en judisk sekt, växte det fram ett tydligt ideal om könssegregation och beslöjning av kvinnor 
som ett resultat av att sexualitet sågs som något negativt, och även om detta ideal aldrig genomfördes helt i praktiken blev det ett ideal efter att  Romerska riket blev kristet på 300-talet, och särskilt i dess efterföljare, det Bysantinska riket.  
I det Bysantinska riket och medeltidens kristna Europa förväntades gifta kvinnor täcka håret efter bröllopet, en sed som inte föll ur bruk förrän modet började förändras och hättor, mössor och hattar började bli moderna bland överklasskvinnor under 1400- och 1500-talen. 

### Medeltid till 1900
I den muslimska världen var slöjan initialt inte obligatorisk för alla kvinnor. Profeten Muhammeds kvinnor förväntades bära slöja och endast tala med män genom en skärm. Koranversen 33:59 föreskrev att "troende" (dvs fria muslimska kvinnor) i Medina bör täcka sig för att inte bli sexuellt trakasserade. 
Bakgrunden uppges vara att Umar ibn al-Khattab ogillade att profetens hustrur kunde bli identifierade när de lämnade huset för att uträtta naturbehov under natten. 
Sammanhanget var att kvinnor i Medina utsattes för sexuella trakasserier då de lämnade huset för att uträtta sina behov. 
Umar lyckades identifiera Muhammeds hustrur flera gånger då de lämnade huset för att uträtta naturbehov nattetid, och använde detta som ett argument för att få Muhammed att utfärda direktiv för muslimska kvinnor att täcka sig.  
Direktiv utfärdades då att muslimska kvinnor skulle täcka över sig offentligt då de kunde ses av män utanför familjen, för att de skulle kunna identifieras så som muslimska kvinnor, och därmed inte utsättas för sexuella trakasserier av muslimska män.
Detta direktiv gällde dock inte för alla kvinnor. Kvinnliga slavar (som enligt Islams lagar om slaveri inte var muslimer) hade en annan awrah än fria kvinnor: deras awrah innebar att de endast behövde täcka sig från navel till knä, vilket innebar att de inte fick bära hijab. Umar ibn al-Khattab uppges vid ett tillfälle ha attackerat en slavinna för att hon bar hijab och befallt henne att inte imitera fria kvinnor genom att bära slöja, och hans egna slavflickor uppges ha serverat hans manliga gäster barhuvade, barbenta och med nakna bröst. Kvinnliga slavar såldes också i avklätt tillstånd på slavmarknaden i den muslimska världen, där slaveri på många håll var lagligt fram till 1900-talet: slaveri i Saudiarabien, i Jemen och i Dubai förbjöds till exempel först på 1960-talet. 
Utanför den muslimska världen sågs slöjan under denna tidsepok som en statussymbol. I det zoroastriska Persien och det kristna Bysantinska riket under 600-talet bars slöjan inte av alla kvinnor utan främst som en statusmarkör av överklasskvinnor, och detta lånades av muslimer under det expanderade muslimska kalifatets tid, parallellt med deras syn på slöjan som ett lämpligt uttryck för muslimska sedlighetsideal. 
Beslöjningen av kvinnor spreds därefter bland muslimska överklasskvinnor och hade på 800-talet blivit allmän bland kvinnor i Mellanösterns stadsbefolkning, men bruket av slöjor var under flera sekel mer återhållsamt bland nomadkvinnor och bland bondebefolkningen, där slöjan var opraktisk för kvinnor som behövde arbeta inom jordbruket. 
Under det Osmanska rikets epok (1517-1918) var bruket av slöjor allmänt i Mellanöstern, men så sent som på 1800-talet nämns att kvinnor från landsbygden i Nordafrika tog på sig full niqab enbart då de lämnade sin hemby och besökte staden.

### 1900-talet
Under första hälften av 1900-talet blev slöjor omoderna bland över- och medelklassen i den muslimska världen. Den muslimska antikoloniala rörelsen dominerades under 1920- och 40-talen av sekulära modernister som uppfattade kvinnans frigörelse som en del av den antikoloniala kampen, då denna uppfattades bryta upp hindrande stamlojaliteter och underlätta en ekonomisk samhällsmobilisering, modernisering och vitalisering av den muslimska världen, och muslimska kvinnor ur medel- och överklassen började röra sig offentligt obeslöjade.  Under 1960- och 70-talen var det i nästan hela den muslimska världen en normal syn för medel- och överklasskvinnor att visa sig offentligt utan hijab och klädd i moderna västerländska kläder, åtminstone i städerna.
Bruket av hijab återkom från slutet av 1970-talet under den islamiska väckelsen, som uppkom i hela den muslimska världen som ett resultat av den islamiska revolutionen i Iran 1979, det Afghansk-sovjetiska kriget 1979-89 och vad som sågs som den sekulära arabnationalismens misslyckande. Denna väckelse gav upphov till idén om att åter-islamisera den muslimska världen, och bruket av hijab återkom bland kvinnor, som började bära "islamisk dräkt" (al-Islāmī) som ett tecken på religiositet och vad rörelsen betecknade som en frigörelse från västerländskt inflytande. Bärandet av slöjor ökade därför kraftigt i hela den muslimska världen från 1980-talet och framåt.

## Afrika

### Algeriet
Under självständighetskampen bröts könsegregationen och slöjan blev en fråga både för fransmännen och algerierna själva. Fransmännen såg slöjan som en symbol för den svåra ställning algeriska kvinnor levde i, och såg en reform i kvinnors rättigheter som en central punkt i att hålla kvar Algeriet under fransk kontroll. 13 maj 1958 organiserades en flera dagar lång demonstration mot slöjan i staden Alger organiserad av den franska militären och ledd av Madame Massus. Under denna lät sig ett antal algeriska kvinnor ta av sig slöjan offentligt och bränna denna på bål på torget inför propagandapressen och en jublande folkmassa: vissa kvinnor lät hustrurna till franska militärer ta av dem slöjan, medan andra gjorde det själva. Kvinnorna sjöng “kif kif la française” (som en fransyska) och sedan den franska nationalsången, medan militären sjöng Chant des Africains, hand i hand med fransmännen. 19 maj publicerade den pro-franska tidningen Écho d’Alger en artikel med titeln "tusentals muslimska kvinnor har gjort klart sin önskan att utvecklas i den franska nationen". Fransmännen tog efter detta åt sig äran för avbeslöjningen av algeriska kvinnor. Enligt vissa uppgifter ska dock de kvinnor som deltog i beslöjningen ha varit kvinnor som redan innan dess hade tagit av sig slöjan. 
I själva verket hade en avbeslöjning redan ägt rum i Algeriet på inhemskt initiativ. Algeriska kvinnor spelade en viktig och aktiv roll i motståndsrörelsen mot den franska kolonialmakten. Deras aktiva deltagande i denna kamp uppmuntrades och sågs som legitim av den algeriska befolkningen, som såg det som en legitim anledning för kvinnor att bryta könssegregationen och röra sig obeslöjade sida vid sida med män för att arbeta för självständigheten. Efter den franska ceremonin mot slöjan började däremot många kvinnor att bära slöjan igen, som en protest mot de franska myndigheterna. 
Algeriet har ingen lag som tvingar kvinnor att bära slöja eller som förbjuder den. Däremot förbjöds kvinnliga statstjänstemän 2018 att bära den typ av slöja som döljer ansiktet under arbetstid, av hänsyn till att de måste kunna identifieras.

### Egypten
I Egypten uppstod en kvinnorörelse i början av 1900-talet som fick många kvinnor att förkasta hijab. Man krävde avskaffande av hijab och menade då mer än själva plagget, man avsåg hela systemet med segregation mellan könen som slöjan symboliserade. På 1920-talet återvände feministen Huda Sha'arawi från 
International Woman Suffrage Alliance kongress i Rom 9th Conference of the International Woman Suffrage Alliance, och tog då av sig slöjan offentligt, vilket sågs som en milstolpe i den egyptiska feminismens historia: hennes exempel följdes av andra och det blev normalt för kvinnor ur Egyptens medel- och överklass att röra sig obeslöjade offentligt. Under de följande femtio åren var slöjan ovanlig bland stadsbor, och 1958 rapporterade en artikel i United Press (UP) att "slöjan är okänd här."
Under 1970-talet var hijab sällsynt i städer och bars framförallt på landsbygden, men detta började ändras när landsortsbefolkningen började flytta i stora skaror till städerna. Efter den islamiska revolutionen i Iran 1979 uppkom en global rörelse av islamisk väckelse, vilket gjorde att slöjbruket i den muslimska världen började växa och utvecklingen vände; år 2007 rapporterade The New York Times att omkring 90 procent av kvinnorna i Egypten bar någon typ av hijab.
År 2015 var 90% av Egyptens befolkning muslimer och hijab bars av en majoritet kvinnor. Restauranger och turistorter kan förbjuda hijab och görs i vissa restauranger och semesterorter.  År 2015 förbjöds flickebarn som inte nått puberteten att bära hijab i skolan.
På vissa universitet är niqab förbjuden.[källa behövs] Den sekulära regeringen i Egypten uppmuntrar inte bruket eftersom det associeras med radikal islam, men det är mycket vanligt.  

### Libyen
Under 1950-talet uppgavs nästan alla muslimska kvinnor i Libyen bära slöja, och även drottning Fatima al-Shifa al-Sanussi visade sig endast obeslöjad då hon vistades utomlands. 
Efter statskuppen 1969 ingick jämlikhet mellan könen i regimens officiella policy:  under 1970-talet uppgavs de flesta kvinnor i städerna under trettiofem års ålder vara obeslöjade, medan kvinnor mellan 35 och 45 uppgavs vara villiga att ta samma steg, och endast kvinnor över 45 var helt ovilliga att någonsin göra det.  Under 1980-talet var det ovanligt för kvinnor i städerna att bära slöja. 
Under 2000-talet nådde dock den globala religiösa islamiska väckelserörelsen, som spridit sig i den muslimska världen efter den islamiska revolutionen, fram till Libyen, och kvinnor utsattes för ett växande socialt tryck att bära slöja. Libyen har 2022 ingen lag som tvingar kvinnor att bära slöja, men i praktiken gör nästan alla kvinnor det.

### Marocko
Prinsessan Lalla Aicha av Marocko lämnade haremet och visade sig obeslöjad offentligt 1947 på sin far kungens önskan, då han ville sända en signal om att han stödde kvinnors frigörelse, och efter detta har det varit normalt i Marocko att inte bära slöja. 
Det finns ingen lag i landet som tvingar kvinnor att bära slöja. Att inte bära slöja är vanligt och allmänt socialt accepterat, och att välja att göra det betraktas som ett religiöst ställningstagande. Slöjbruket är förbjudet inom den marockanska polisen och militären.

### Somalia
Under den socialistiska Barre-regimen (1969-1991) bedrevs en policy om jämlikhet mellan könen, och kvinnor i städerna bar sällan slöja. Efter det somaliska inbördeskrigets utbrott 1991 började dock kvinnorna i Mogadishu bära hijab, och obeslöjade kvinnor började trakasseras.
De flesta kvinnor i Somalia bär numera olika typer av slöjor. Gifta kvinnor bär en huvudslöja kallad shash med en sjal kallad garbasaar svept om överkroppen, medan ogifta kvinnor bär en hijab; det är dock normalt för alla kvinnor att bära den jiilbab.

### Sudan
1983 infördes sharia i Sudan, vilket resulterade i en rad diskriminerande lagar mot kvinnor, och 1989 infördes en lag som tvingade alla kvinnor att bära slöja då de lämnade hemmet.
Slöjtvånget avskaffades i Sudan sedan landet officiellt blev en sekulär demokrati år 2019.

### Tunisien
Under den franska kolonialtiden levde den stora majoriteten tunisiska kvinnor i en könssegregation både i form av harem och symboliskt i form av en hijab, och bruket av slöjor uppmuntrades för att den symboliserade tunisiskt motstånd mot fransk kulturkolonialism.
Efter självständigheten 1956 infördes en progressiv sekulär familjelag som gynnade jämlikhet mellan könen och som fördes fram av den statliga kvinnoföreningen 
National Union of Tunisian Women. I denna statsfeminism ingick ett ogillande av bruket av slöjor från myndigheternas sida, som associerade slöjan med religiös sekterism och bakåtsträvande, och i en offentlig ceremoni 1956 lyfte presidenten slöjan från en kvinnlig sympatisörs huvud för att symbolisera kvinnans frigörelse. Slöjan blev omodern i Tunisien, och under 1980-talet uppgavs det enbart vara kvinnor från islamistiska rörelsen som bar slöjor i Tunisien.
1981 infördes slöjtvång i skolor och myndighetsbyggnader, men det förbudet upphävdes 2011.

## Asien

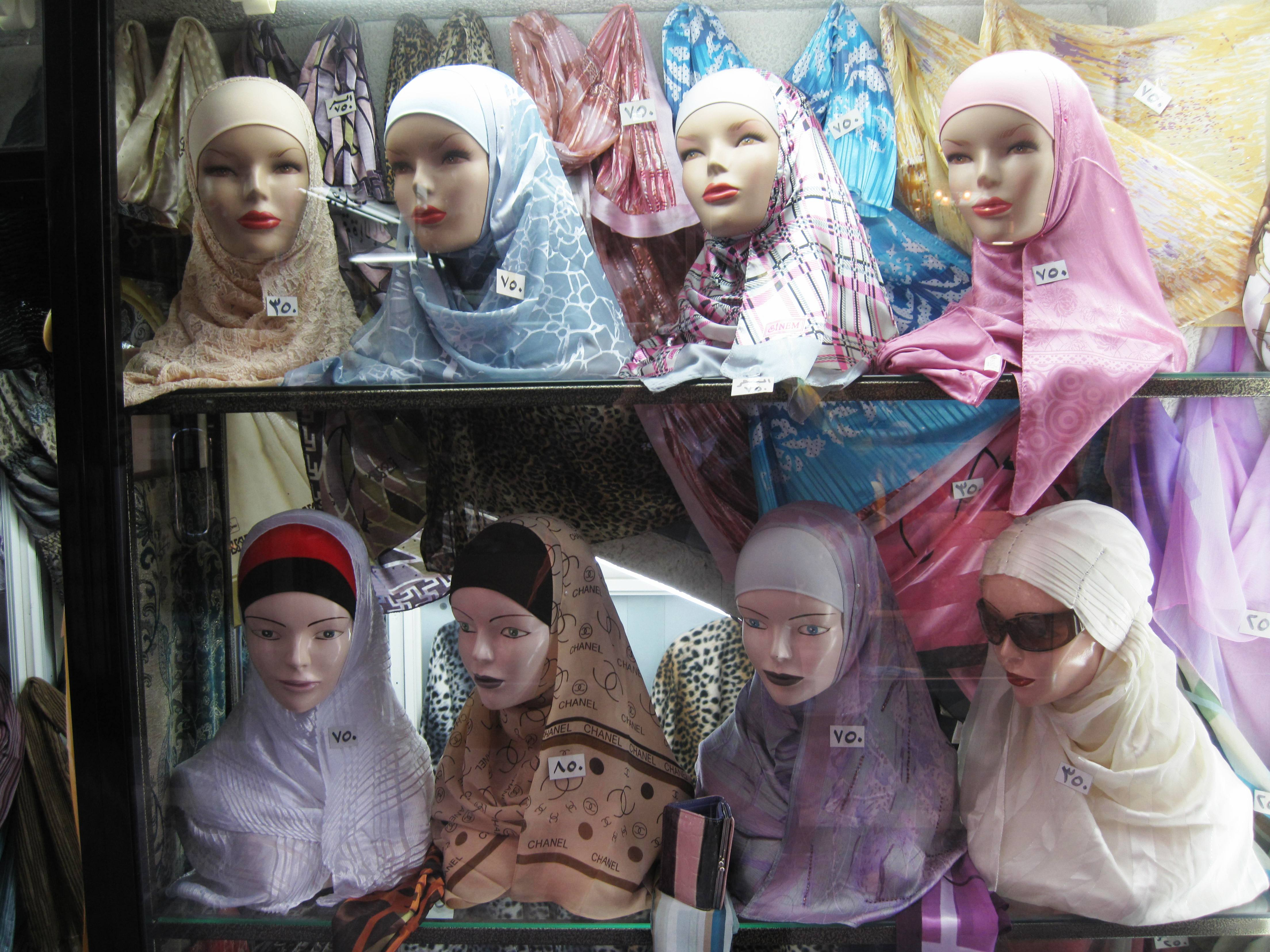
Hijaber till försäljning i Damascus souk.

Vissa länder har eller har haft lagstiftning som tvingat kvinnor att bära täckande klädsel och hijab, så som exempelvis Iran Saudiarabien och Afghanistan, men i merparten av muslimska länder har detta inte varit en formell lag. Under 1900-talet genomgick många muslimska länder en sekulär period när bruket av hijab blev mer ovanligt. När det sedan kom en motreaktion mot detta från slutet av 1970-talet, ökade slöjbruket igen, och i vissa fall infördes formella lagar både för och emot slöjan.  
I en del muslimskt dominerade länder åläggs kvinnor av lagen att bära hijab, och trots mot bestämmelserna straffas av särskild sedlighetspolis kallad shariapolis. I 20 av 39 muslimskt dominerade länder vill merparten av befolkningen att kvinnor själva ska få bestämma om de skall bära slöja trots att stödet för sharia som officiell lag är stort i många av dessa länder.

### Azerbajdzjan
I Azerbajdzjan avskaffades slöjtvånget under sovjettiden på 1920-talet genom en kampanj som utfördes av Ali Bayramov Club med statligt stöd, som en del av ett reformprogram för kvinnlig frigörelse och som också innehöll en kamp mot analfabetismen bland kvinnor. Reformen mötte motstånd men var framgångsrik. Staty av en befriad kvinna restes till minne över befrielsen.
I Azerbajdzjan är hijab sällsynt och associeras ofta med extremism (2019).

### Afghanistan
I Afghanistan lanserade kung Amanullah Khan och drottning Soraya Tarzi ett radikalt moderniseringsprogram på 1920-talet, där kvinnors rättigheter och rätten att inte bära slöja ingick. Drottningen väckte enormt uppseende då hon tog av sig sin slöja offentligt, och hennes exempel följdes av andra kvinnor ur Kabuls överklass.   När kungen avsattes 1929 rullades dock reformprogrammet tillbaka och kvinnor tvingades åter att bära slöja. 
Efter andra världskriget infördes återigen ett moderniseringsprogram i Afghanistan, där även denna gång kvinnors rättigheter och valfrihet i slöjbruket ingick.
År 1959 besvarade Humaira Begum premiärminister Mohammed Daoud Khans vädjan till landets kvinnor att frivilligt sluta bära slöja genom att ta av sig sin egen. I augusti 1959 närvarade kvinnorna i kungafamiljen, med drottningen och premiärministerns fru prinsessan Zamira Begum främst, i den kungliga boxen vid en militärparad utan slöja. Premiärministern bemötte protesterna från prästerskapet med att bjuda in dem för att visa honom var i koranen det uttryckligen stod att kvinnan måste bära slöja.  Då de misslyckades med detta förklarade han att de kvinnliga medlemmarna av kungafamiljen i fortsättningen inte skulle bära slöja. Inget slöjförbud utfärdades, men det kungliga exemplet gjorde att ministrarna kände sig tvungna att tillåta sina hustrur och döttrar att följa drottningens exempel, och efter detta blev slöjan omodern bland kvinnorna i den urbana över- och medelklassen för decennier framåt.  Det var dock endast en liten minoritet kvinnor ur de högre klasserna i de största städerna, främst Kabul, som rörde sig offentligt utan slöja. 
Under kommunistregimen 1978-1992 var det normalt för kvinnor i städernas medel- och överklass att inte bära slöja. Detta förändrades med kommunistregimens fall på 1990-talet, då kvinnor började bära slöja för sin personliga säkerhets skull. Med talibanernas maktövertagande 1996 infördes tvång för kvinnor att bära burka. Med talibanregimens fall 2001 avskaffades slöjtvånget. Burkan blev då omodern i städerna, men slöjor bars fortsatt som norm i Afghanistan. Talibanernas återkom till makten 2021, och 7 maj 2022 blev slöjtvånget återigen lag.

### Bangladesh
Det finns ingen lag som förbjuder eller påtvingar slöja i Bangladesh. 
Kvinnors ursprungliga purdah i form av könssegregation och slöja började gradvis brytas upp då kvinnor engagerade sig politiskt i den antikoloniala rörelsen i form av frivilligorganisationer som Anjuman-e-Khawatin-e-Islam (Muslim Ladies Association), och deltog i självständghetsörelsen All India Muslim Leagues kampanjer av civil olydnad mot britterna. Den muslimska antikoloniala rörelsen i dominerades under 1920- och 40-talen av sekulära modernister, som uppfattade kvinnors frigörelse som en del av den antikoloniala kampen, då denna uppfattades bryta upp hindrade stamlojaliteter och underlätta ekonomisk samhällsmobilisering, modernisering och revitalisering av den muslimska världen, och under 1930-talet började muslimska kvinnor ur medel- och överklassen röra sig offentligt obeslöjade.
Vid tidpunkten för landets självständighet 1971 var slöja ovanligt i Bangladesh. Medel- och överklasskvinnor bar modern klädsel, medan arbetarklasskvinnor bar den traditionella indiska klädseln, och att bära hijab betraktades som ett tecken på att vara obildad eller religiös extremist.
Under 2000-talet har bruket av olika typer av slöja och hijab blivit allt vanligare i Bangladesh på grund av en växande islamisk fundamentalism, och kvinnor har utsatts för ett allt högre tryck att bära slöja. 
En dom från Bangladesh högsta domstol 2010 förklarade offentligt att bärande av slöja var ett personligt val, och att ingen hade rätt att tvinga kvinnor i statlig tjänst att bära slöja. 
År 2022 uppges dock att kvinnor allmänt ofta pressades av sina familjer och sin omgivning att bra slöja, och utsattes för trakasserier om de inte gjorde det.

### Förenade Arabemiraten
Det finns ingen formell lag som förbjuder eller tvingar kvinnor att bära slöja i Förenade Arabemiraten. I praktiken förväntas dock kvinnor klä sig på ett diskret sätt, och majoriteten emiratiska kvinnor bär en abaya över kroppen och en hijab eller shayla över håret, även om niqab, burka och den traditionella ansiktsmasken battoulah blev mer ovanlig under 2000-talet. 

### Indonesien
I Indonesien har slöjbruket historiskt sett aldrig varit strikt tillämpat. Java blev muslimskt under 1400- och 1500-talet, men den traditionella slöjan där var genomskinlig och bars som regel endast av kvinnor ur överklassen. Med undantag för den rituella period som kallades pingit inom den javanesiska överklassen, där en överklassflicka levde isolerad från där hon blev giftasvuxen fram till sitt giftermål, levde indonesiska kvinnor inte beslöjade och isolerade i harem utom vid kungliga hov.
Vid tidpunkten för Indonesiens självständighet 1949 var slöjor ovanliga i Indonesien. Den traditionella klädseln för kvinnor var kebaya  och sarung, som inte dolde kroppens konturer, och kerundung, en lös sjal som inte täckte över håret; kvinnor i städerna bar modern klädsel, och slöjor associerades med kerundung och sågs som lantlig klädsel.
Bruket av slöjor började växa i Indonesien under den islamiska väckelsen på 1980-talet efter den iranska revolutionen 1979, men ogillades av myndigheterna och förbjöds på offentliga uniformer och i statliga skolor 1982.
Vissa religiösa privatskolor krävde att deras elever skulle bära slöja i arabisk version som en del av skoluniformen fram till att detta förbjöds av regeringen i maj 2021.  Det är vanligt för kvinnor som inte bär slöja till vardags att bära slöja vid högtidliga tillfällen, och vissa flickor bär också slöja för att undvika sexuella trakasserier som obeslöjade flickor kan utsättas för.
Ett undantag utgörs av den autonoma muslimska provinsen Aceh på Sumatra, som förhandlade sig till lokalt självstyre med regeringen och tilläts införa sharialag lokalt, vilket gjorde att obligatorisk slöja för kvinnor infördes år 2001.

### Irak
Den första skolan för flickor i Irak grundades 1899, och därefter växte antalet fram till 1950. Poeten Jamil Sidqi al-Zahawi (1863-1936) blev 1904 den första i Irak som föreslog att kvinnor borde få utbilda sig och ta av sig slöjan, och han hjälpte 1923 sin syster Asma al-Zahawi att utge tidningen Layla (1923-25) Iraks första kvinnotidning.  
I Irak visade sig inte kvinnorna ur kungafamiljen offentligt obeslöjade under 1920-talet. 
Det finns olika versioner om vem som var föregångaren som först visade sig utan slöja offentligt i Irak; en version anger att det var Raouf al-Chadirchis hustru Majda al-Haidari i början av 1930-talet, andra att det var Husain al-Rahals syster, kommunisten Amina al-Rahal, som var medlem i Iraks Communist Party's Central Comittee 1941-43.  Det var i alla händelser under 1930- och 40-talen som kvinnliga studenter ur Iraks överklass allt oftare började bära moderna kläder under sin abaya, och sedan gradvis ta av sig även abaya och hijab då de började på College. På 1940-talet uppges de flesta irakiska kvinnor åtminstone i storstäderna ha börjat visa sig utan slöja.
Att kvinnor lämnade könssegregeringen och tog av sig slöjan kom att betraktas som legitimt genom deras deltagande i den politiska rörelse som ledde upp till revolutionen 1958, och efter detta sågs det som normalt åtminstone för kvinnor i kvalificerade yrken att delta i samhällslivet; och Personal Status Code 1959 gav kvinnor utökade rättigheter inom skilsmässa och äktenskap. Enligt en rapport från 1963 hade de flesta kvinnor ur medel- och överklassen i de irakiska storstäderna börjat utbilda sig, arbeta och röra sig offentligt utan slöja.
Under det sekulära socialistiska Baathpartiets regim (1968-2003) stödde regimen officiellt kvinnors rättigheter, och under Saddam Husseins regeringstid bar få kvinnor slöja.  Baathpartiets policy kring kvinnor var jämlikhet mellan könen och lika rättigheter ifråga om utbildning, arbete och sociala rättigheter;  i de större städerna uppges de flesta kvinnor ha varit obeslöjade, Irak var ett av Mellanösterns mest progressiva länder, och kvinnor gick obeslöjade och blandade sig med män.
Saddam Husseins diktatur ändrade sin officiella policy i frågan om kvinnor efter Kuwaitkriget 1991, då han började driva en mer islamistisk politik för att vinna internt stöd, och under 1990-talet började kvinnor utsättas för ett högre tryck att bära slöja. Efter Saddam Husseins fall 2003 ökade användningen av hijab, då islamistiska grupper började trakassera och hota kvinnor som inte bar slöja.
Irak har 2022 ingen lag som påtvingar eller förbjuder slöja, men den är vanlig i den södra delen av landet, och kvinnliga besökare i de heliga städerna Najaf och Karbala förväntas bära den.

### Iran
Iran blev efter den iranska revolutionen 1979 en shiamuslimsk teokrati som tillämpar sharialagar. Kvinnor måste på allmän plats enligt lag bära någon form av hijab som täcker håret och bära täckande, löst sittande kläder. Detta gäller även utländska besökare inklusive statsbesök.
Historiskt bars slöjan allmänt av fria muslimska kvinnor i Iran från åtminstone Safavidernas regeringstid (1501-1736) och framåt. Under eran av slaveri i Iran (fram till 1929) bar dock kvinnliga slavar (kaniz), i enlighet med islams föreskrifter, däremot inte slöja, och följde heller inte i övrigt den könssegregering kvinnor annars underkastades, då de i egenskap av slavinnor inte ansågs ha någon heder att beskydda.
Shahen Reza Pahlavi stödde avskaffandet av slöjan som en del i sina moderniseringsreformer, där han såg Turkiet som ett föredöme. År 1928 besökte drottning Tadj ol-Molouk Masumemoskén i Qom med en chador som visade hela ansiktet; samma år blev feministen Sediqeh Dowlatabadi en av de första yrkeskvinnorna som började röra sig offentligt i samhället utan slöja. År 1936 lanserade shahen reformprogrammet Kashf-e hejāb, som förbjöd slöjan. Förbudet kvarstod fram till att han avsattes fem år senare. 
Under Mohammad Reza Pahlavis nästan fyrtioåriga regeringstid (1941-1979) var slöjan valfri och kvinnor fick klä sig som de själva önskade. Det vanliga efter detta var att kvinnor i offentlig tjänst bar slöja privat men inte under arbetstid, samt att slöjan blev en klassfråga, då kvinnor ur överklassen och medelklassen helt lade av slöjbruket, medan kvinnor ur arbetarklassen samt ur religiösa kretsar ofta bar den.
Under den iranska revolutionen 1978-1979 kom slöjbruket att politiseras. Pahlaviregimen såg bruket som ett tecken på ett motstånd mot sin politik och i förlängningen sin makt, vilket innebar att slöjan kom att ses som ett tecken på opposition. Detta gjorde att mångaoppositionella började bära slöjan för att signalera opposition mot regimen. Efter revolutionen 1979 uppstod en maktkamp mellan de olika delarna av oppositionen. Denna maktkamp slutade med att den islamistiska delen av oppositionen fick makten. När ett slöjtvång först infördes utlöstes protesterna i Teheran i mars 1979. Protesterna resulterade i att slöjtvånget tillfälligt drogs tillbaka, då de konservativa ännu inte hade full kontroll vid denna tidpunkt. När de konservativa hade rensat ut den politiska vänstern och liberalerna och tagit full kontroll, återinfördes slöjtvånget: i juli 1980 tvingades kvinnor bära slöja i offentliga byggnader och på sina arbetsplatser, och från juli 1981 även utomhus på offentlig plats, något som 1983 dessutom stärktes med införandet av piskstraff för obeslöjade kvinnor. Lydnaden av dessa lagar övervakades av först medlemmar ur Islamiska revolutionens kommittéer, som patrullerade gatorna, och därefter av Irans moralpolis.
Kronologi: 
- 1936 - Att som kvinna täcka sitt ansikte med exempelvis niqab eller burka var förbjudet under de fem sista åren av Reza Shah Pahlavis styre.[2]
- 1941 - Slöjan blir valfri och kvinnor får klä sig som de själv önskar.
- 1979 6 mars - Den nya regeringen under Khomeini gör ett uttalande med innebörden att kvinnor måste bära hijab och fotsida kläder på sina arbetsplatser. detta utlöste protesterna i Teheran i mars 1979.
- 1980 juni - Regeringen uppmanar alla kvinnor som vistas i myndighetsbyggnader att bära hijab.[65]
- 1983 - Det införs en lag med innebörden att alla kvinnor måste bära hijab på allmän plats och att den som inte gör det bestraffas med 74 piskrapp.[65]
- 1984 - En särskild shariapolis får till uppgift att bland annat övervaka kvinnors klädsel på allmän plats.[65]
- 2017 - Antislöjkampanjen White Wednesdays(en) påbörjas i maj av Masih Alinejad. Den vita färgen valdes för att den representerar fred i motsats till svart som representerar tvång.[66]
- 2018 - Ett antal kvinnor protesterar mot slöjtvånget genom att offentligt ta av sig slöjan. Flera arresteras.[66]

### Jemen
I Jemen levde kvinnor isolerade i harem och dolda under slöjor då de gick utomhus fram till att kvinnorörelsen uppkom i form av Adeni Women´s Club. 1956 organiserade Adeni Women´s Club under Radhia Ihsan en demonstration mot slöjan och den könssegregation den representerade, och över trettio obeslöjade kvinnor tågade genom Aden till tidningarna al-Ayyam och Fatat al-jazira, till vilka de gav uttalanden där de fördömde slöjan, som de kallade för ett hinder för kvinnors sociala och offentliga deltagande i samhället. Efter detta förekom att vissa kvinnor ur Adens medel- och överklass visade sig obeslöjade. 
Efter grundandet av socialiststaten Sydjemen 1967 gynnades jämlikhet mellan könen, däribland rätten att inte bära slöja, av General Union of Yemeni Women. Under 1970- och 80-talen var det normalt i Sydjemen, åtminstone bland medelklassen i huvudstaden Aden, att inte bära slöja. I det konservativa Nordjemen var obeslöjade kvinnor dock betydligt mer ovanligt. 
När Jemen enades på 1990-talet rullades de reformer i kvinnors rättigheter som genomförts i Sydjemen tillbaka och kvinnor utsattes återigen för en press att bära slöja. Det finns (2023) ingen lag som tvingar kvinnor att bära slöja i Jemen, men att bära slöja är i praktiken en social nödvändighet, och kvinnor och flickor som inte gör det riskerar att bli attackerade.

### Jordanien
Det finns ingen formell lag som tvingar kvinnor att bära hijab i Jordanien.
På 1950-talet, efter integrationen mellan palestinierna och Västbanken till Jordanien, visade sig drottningen för första gången offentligt utan slöja, och därefter blev det gradvis normalt för välutbildade urbana kvinnor att visa sig obeslöjade.
Under 1980-talet, när den muslimska världen upplevde en religiös väckelse efter den islamiska revolutionen, började bruket av hijab återigen växa i Jordanien. Under 2000-talet uppskattades 85 procent av landets kvinnor bära någon typ av hijab. Det är dock ovanligt att bära den typ av slöja som täcker ansiktet.

### Kazakstan
Kazakstan var liksom Uzbekistan, Tadzjikistan, Kirgizistan och Turkmenistan föremål för den sovjetiska Hujumreformen under 1920-talet, som syftade till att införa ateism och jämlikhet mellan könen i de centralasiatiska sovjetrepublikerna i enlighet med kommunistiska principer, och där avskaffandet av slöjan ingick i programmet.
I Kazakstan var det dock aldrig särskilt vanligt med slöjor, trots att befolkningen var muslimsk. Hujumreformen mötte därför framgång utan något större motstånd. 

### Kirgizistan
Kirgizistan var liksom Uzbekistan, Kazakstan, Tadzjikistan och Turkmenistan föremål för den sovjetiska Hujumreformen under 1920-talet, som syftade till att införa ateism och jämlikhet mellan könen i de centralasiatiska sovjetrepublikerna i enlighet med kommunistiska principer, och där avskaffandet av slöjan ingick i programmet. Reformen mötte motstånd men var framgångsrik, och det blev normalt med obeslöjade kvinnor i samhället. 
Efter självständigheten från Sovjet uppkom en reaktion mot den sovjetiska anti-religiösa politiken, och slöjbruket fick ett visst uppsving.

### Kuwait
Under den arabnationalistiska liberala eran på 1950- och 60-talen sågs kvinnors frigörelse och avbeslöjning som en del av en ny modern och självständig nation. Feminister som Lulwah Al-Qatami  och Fatima Hussain brände sina slöjor offentligt, och under 1960- och 70-talen bar få kvinnor i Kuwait slöja, och könssegregationen efterlevdes inte lika strikt. 
Under 1980- och 90-talet inträffade dock en växande islamisk väckelse i Kuwait, och även om inget lagligt slöjtvång infördes, vände utvecklingen och slöjor blev återigen det vanligaste.

### Libanon
Syrien och Libanon blev under 1920-talet skådeplats för en intensiv strid om slöjtvånget i den muslimska världen. Från 1920-talet och framåt blev det gradvis normalt för kvinnor att visa sig obeslöjade, men det var en förändring som ägde rum stegvis och under stark opposition. 
Under 1920-talet publicerade kvinnopressen fotografier av obeslöjade (ofta turkiska) kvinnor och förde fram kvinnor i både pressen och genom konferenser under en tid när den övriga pressen undvek att nämna och visa bilder av kvinnor.
I Libanon uttalade sig kvinnotidningen The Boudoir 1924 mot slöjan och påpekade bland annat att den försvårade andningen.
Muftin av Beirut förklarade att slöjan var en religiös fråga och "The call to lift the veil is a call to wickendess.... modern women who smash the pillars of chastity and honor".
År 1927 blev Anbara Salam, som höll ett tal på uppdrag av utbildningsminister Bishara al-Khuri i Beirut, den första kvinna i Libanon som höll ett tal till en manlig publik obeslöjad. Konservativa reagerade med raseri, och män attackerade obeslöjade kvinnor i Beirut med syra på gatorna och iron prongs.
1928 använde de flesta stadskvinnor i Libanon fortfarande ofta slöja för ansiktet.
Ett betydelsefullt verk för slöjreformen var Nazira Zeineddines al-Sufur wa-l-hijab 1928, som väckte ett enormt uppseende i Mellanöstern.
Libanon är ett delvis kristet land. Det finns ingen lag som varken påtvingar eller förbjuder hijab; det är normalt att både vara obeslöjad och bära hijab, och att klä sig modernt är vanligt och normalt.

### Maldiverna
Det finns 2022 ingen lag som förbjuder eller tvingar kvinnor att bära slöja, men sedan början av 2000-talet har slöja blivit den vanligaste klädseln för kvinnor offentligt. 
Maldiverna blev muslimskt på 1100-talet, men ursprungligen bars inte slöja där. Den marockanska resenären Ibn Battuta uttryckte under sin vistelse på Maldiverna 1337 sitt ogillande över att kvinnor inte bar slöja, utan endast en kjol som täckte deras underkropp (feyli), och att han förgäves försökt tvinga dem att täcka över sig.
Förutom ett misslyckat försök att tvinga kvinnor att bära slöja på 1600-talet var slöjor ovanliga på Maldiverna fram till 1980-talet, då en växande islamisk konservatism långsamt började göra hijab vanligare.
I början av 2000-talet ledde en växande religiös fundamentalism till att allt fler kvinnor tvingades bära slöja; kvinnor började pressas att bära slöja av anhöriga,  obeslöjade kvinnor började trakasseras offentligt och skolflickor pressades att beslöja sig av sina lärare, och 2006 hade både hijab och abaya blivit vanliga vardagsplagg för kvinnor i det offentliga rummet.

### Malaysia
Historiskt var slöjbärandet svagt tillämpat i Malaysia, och vid självständigheten 1957 bars slöjan, som var känd som tudung, mest på landsbygden. 
Efter den islamiska revolutionen i Iran 1979 uppkom en global rörelse av islamisk väckelse, vilket gjorde att slöjbruket i den muslimska världen började växa, och kvinnor i Malaysia och Singapore utsattes för ett socialt tryck att börja bära slöja. Sedan 1979 blev hijab därför vanligare i Malaysia. 
Det finns ingen lag i landet som tvingar kvinnor att bära slöja eller förbjuder den. Kvinnliga regeringstjänstemän får dock inte bära den typ av slöja som täcker ansiktet. Många offentliga byggnader tillämpar  sedlighetsregler som i praktiken tvingar kvinnor att bära slöja, så som att förbjudet kvinnor tillträde till byggnaden i "avslöjande kläder". 

### Pakistan
Traditionellt levde muslimska kvinnor i Indien i purdah, och deras hijab utgjordes av en burka. I början av 1900-talet bröts könsegregationen purdah inom det Brittiska Indiens inhemska över- och medelklass, vare sig de var muslimer eller hinduer, och det blev normalt och accepterat för kvinnor att visa sig offentligt utan slöja. När Pakistan bröt sig loss och blev ett självständigt land 1947 var det accepterat för en muslimsk kvinna, åtminstone från medel- och överklassen, att visa sig offentligt obeslöjad.
Den traditionella klädseln beskrivs som lösa byxor och en tunika, shalwar och kameez, och en sjal över huvud och axlar kallad dupatta.
Under Zia-al-Haqs regim 1977-1988 drevs en islamiseringspolitik som förbjöds många av de friheter som tidigare accepterats som oislamiska, och regimen föredrog att kvinnor skulle beslöjas och avstå från yrkesarbete. Zia Ul Haq genomförde aldrig en allmän lag som tvingade alla kvinnor att bära slöja, men utfärdade bestämmelse som tvingade alla kvinnor i statlig TV och alla kvinnor anställda hos federala myndigheter att bära slöja.
Det finns ingen lag i landet som tvingar kvinnor att bära slöja eller förbjuder den, men slöjan är påbjuden av sed och vanligt förekommande. 2019 försökte den lokala regeringen i Khyber Pakhtunkhwa att införa en lag som skulle tvinga kvinnliga studenter att bära slöja, men det återkallades efter protester.

### Palestina
Under Brittiska Palestinamandatet under mellankrigstiden (1920-1947) blev det accepterat för bildade urbana kvinnor att visa sig obeslöjade. Pionjärfeministen Tarab Abdul Hadi, medgrundare av Palestinas första kvinnoförening, kampanjade bland annat för att få palestinska kvinnor att ta av sig slöjan, och kampanjen var framgångsrik åtminstone bland medelklassen.
Efter första intifadan (1987-1993) har det förekommit upprepade försök från Hamas och andra islamistiska grupper att tvinga kvinnor att bära slöja. Hamas förespråkade könssegregation, polygami för män och hijab för kvinnor, och många kvinnor började bära slöja därför att de annars utsattes för fysiska och verbala trakasserier. 
När Hamas övertog styret i Gazaremsan 2007 förklarade de att de ämnade införa sharialagar, däribland tvångslag om hijab för kvinnor. Samma år utfärdade en islamisk grupp som kallade sig Swords of Truth dödshot mot kvinnliga nyhetsuppläsare, som de hotade skära halsen av om de fortsatte att visa sig obeslöjade. Det finns ingen lag som tvingar kvinnor att bära slöja i Palestina, men många kvinnor gör det i självförsvar.

### Saudiarabien
Fram till den islamiska väckelsen efter ockupation av Stora moskén i Mecka 1979 fanns ingen lag som tvingade kvinnor att bära slöja: under kung Faisals regering 1964-1975 fick kvinnor tillgång till utbildning och yrkesarbete och började synas mer offentligt,  och under 1970-talet förekom att kvinnor i Saudiarabien visade sig offentligt utan slöja, abaya och niqab.
Detta förändrades efter händelserna 1979, då en väckelsevåg uppkom i Saudiarabien, och alla kvinnor tvingades bära slöja offentligt.
Alla kvinnor som befann sig i Saudiarabien, oavsett medborgarskap och religion, tvingades enligt lag att bära abaya offentligt, och muslimska kvinnor oavsett medborgarskap att utöver abaya även att täcka håret med slöja (icke muslimska utländska kvinnor behövde dock inte täcka håret, endast bära abaya), fram till år 2018.
År 2018 förklarade kronprins Mohammed bin Salman att kvinnor inte längre behövde vare sig täcka sitt huvud eller bära abaya, förutsatt deras kläder var "anständiga och respektfulla", och sedan dess har det förekommit att kvinnor visat sig offentligt i Saudiarabien utan vare sig slöja eller abaya, vilket är tillåtet förutsatt att kläderna är "anständiga" (dvs löst sittande). 

### Syrien
Syrien och Libanon var under 1920-talet skådeplats för en strid om slöjtvånget i den muslimska världen. 
Under King Crane-kommissionens besök i Damaskus 1919 uppträdde kvinnorättsaktivister obeslöjade för att demonstrera Faisal-regeringens progressiva ambitioner. 
När Syrien 1920 höll sin kongress om kvinnlig rösträtt, hävdade Shaykh Abd al-Qadir al-Kaylani att rösträtt för kvinnor var samma sak som att avsluta könssegregation och avskaffa slöjan.
Kvinnorättsaktivister betraktade under denna tid slöjan som ett hinder för kvinnors deltagande i samhällslivet som produktiva medborgare som kunde gynna en modern framgångsrik nation fri från västerländskt inflytande, och kombinerade sin kritik mot slöjan med sin kritik mot kolonialväldet.
Under kvinnodemonstrationen mot det franska styrets fängslande av Shahbandar 1922 avlägsnade kvinnorna offentligt sina slöjor. 
 
Under 1920-talet publicerade kvinnopressen fotografier av obeslöjade (ofta turkiska) kvinnor och förde fram kvinnor i både pressen och genom konferenser under en tid när den övriga pressen undvek att nämna och visa bilder av kvinnor.
Ett betydelsefullt verk för slöjreformen var Nazira Zeineddines al-Sufur wa-l-hijab 1928, som väckte ett enormt uppseende i Mellanöstern. 
Att kvinnor ur över- och medelklassen började visa sig offentligt som obeslöjade nya kvinnor i Syrien under 1920-talet väckte dock stor opposition bland vissa religiösa konservativa, och det förekom våldsamma attacker av religiösa fanatiker mot obeslöjade överklasskvinnor, som i vissa fall till och med utsattes för syraattacker.
När den konservativa Shaykh Taj 1928 blev premiärminister i Damaskus igångsattes en kampanj av predikanterna i moskéerna som uppmanade till attacker mot obeslöjade kvinnor, och män attackerade obeslöjade överklasskvinnor på gatorna med syra, som i sin tur attackerade män i kostym, medan en demonstration mot slöjan hölls av kvinnor i Hamidiya, som attackerades av en mob. 
Islamistgruppen al-gharra krävde huvud-till-tå-täckande kläder för alla kvinnor, medan den franska pressen fördömde de som gjorde obeslöjade kvinnor rädda att gå utomhus i rädsla för repressalier. 
Under den internationella kvinnokonferensen i Istanbul 1935 var nästan alla delegater obeslöjade utom de från Syrien och Libanon, där slöjfrågan då var starkt känslig.
Thurayya al-Hafiz ledde 100 obeslöjade kvinnor i en demonstration på Marja Square i Damaskus sommaren 1943, med argumentet att Koranen inte krävde att kvinnor skulle bära slöja.
Det finns ingen lag i Syrien som förbjuder eller tvingar kvinnor att bära slöja. Däremot förbjöds en typ av slöja som täcker ansiktet på universiteten 2010.

### Tadzjikistan
Tadzjikistan var liksom Uzbekistan, Kazakstan, Kirgizistan och Turkmenistan föremål för den sovjetiska Hujumreformen under 1920-talet, som syftade till att införa ateism och jämlikhet mellan könen i de centralasiatiska sovjetrepublikerna i enlighet med kommunistiska principer, och där avskaffandet av slöjan ingick i programmet. Reformen mötte motstånd men var framgångsrik, och det blev normalt med obeslöjade kvinnor i samhället. 
Efter självständigheten från Sovjet uppkom en reaktion mot den sovjetiska anti-religiösa politiken, och slöjbruket fick ett visst uppsving. Republiken Tadzjikistan förbjöd bärande av islamiska slöjor år 2017: förbudet omfattade hijab, niqab och burka. Regeringen motiverade förbudet med att islam var en utländsk kultur och att kvinnor istället uppmuntrades att istället bära huvudklädsel som var traditionell för landet. I landets fall innebär detta sjalar som är knutna runt huvudet i motsats till hijab som knyts under hakan.

### Turkiet
Mustafa Kemal ville göra Turkiet till en modern sekulär nation efter västerländsk mönster. År 1925 stärktes kvinnors rättigheter genom införandet av den schweiziska familjelagen, och islam avlägsnades från konstitutionen. Som en del av sekulariseringen (Laiklik) av Turkiet upphävde Mustafa Kemal 1925 föreskrifterna för kvinnor att bära hijab, och samma år förbjöds män att bära den traditionella hatten fez genom hattlagen. Till skillnad från hattlagen för män, blev kvinnors traditionella huvudbonad, tesettür eller bush-ortoosue, och deras heltäckande klädnad char-shaph aldrig förbjuden under Mustafa Kemal.
Bärandet av västerländska kläder sågs som en del av Mustafa Kemals moderniseringsprogram, men någon formell lag om detta infördes aldrig för kvinnor, enbart för män. 
Däremot uppmuntrades kvinnor liksom alla medborgare att använda moderna kläder, eftersom detta var symbolen för den moderna medborgaren i den nya sekulära nationen, och denna indirekta kampanj mot hijab och den könssegregation den representerade var framgångsrik inom den turkiska över- och medelklassen. 
Ataturks reformprogram i Turkiet avskaffade könssegregation och harem och uppmuntrade kvinnor att ta av sig slöjan som en del av en social revolution för att få Turkiet att motsvara en modern civilisations standard. 
Mustafa Kemal visade upp sin hustru Latife Hanim som föredöme i moderna kläder, arrangerade i egenskap av statschef formella mottagningar där män och kvinnor fick umgås och dansa enligt västerländsk modell, och på 1920-talet började kvinnor ur över- och medelklassen synas obeslöjade i det offentliga nöjeslivet, så som i danssalonger och i det offentliga utrymmet, där de som obeslöjade sågs som symboler för det nya sekulära samhället.
1981 förbjöds hijab för kvinnliga statliga tjänstemän samt på statliga universitet. Anledningen var att bärandet av slöjan hade ökat, och sågs som en symbol för den religiösa oppositionen mot den sekulära militärjuntan efter kuppen 1980. Förbudet innebar inte att slöjan förbjöds helt, endast att den inte fick bäras i statliga byggnader såsom inom utbildningsväsendet, universitet, parlamentet eller domstolar, något som påverkade studenter, lärare, jurister och politiker. 
Förbudet att bära hijab på turkiska universitet togs bort av det turkiska parlamentet den 9 februari 2008. Senare bestämde Turkiets högsta domstol att förbudet skall fortsätta att gälla. Förbudet att bära hijab i offentliga institutioner togs bort 2013.

### Turkmenistan
Turkmenistan var liksom Uzbekistan, Kazakstan, Kirgizistan och Tadzjikistan föremål för den sovjetiska Hujumreformen under 1920-talet, som syftade till att införa ateism och jämlikhet mellan könen i de centralasiatiska sovjetrepublikerna i enlighet med kommunistiska principer, och där avskaffandet av slöjan ingick i programmet. Reformen mötte motstånd men var framgångsrik, och det blev normalt med obeslöjade kvinnor i samhället. 
Efter självständigheten från Sovjet uppkom en reaktion mot den sovjetiska anti-religiösa politiken, och slöjbruket fick ett visst uppsving.

### Qatar
Det finns ingen formell lag som kräver att kvinnor ska bära slöja i Qatar, men i praktiken riskerar kvinnor att utsättas för efterverkningar av sina familjer om de inte bär den klädsel som förväntas av dem, vilket i de allra flesta fall är en lång lös abaya över kroppen, och en slöja omkring huvudet kallad shayla.

### Uzbekistan
Uzbekistan var liksom Tadzjikistan, Kazakstan, Kirgizistan och Turkmenistan föremål för den sovjetiska Hujumreformen under 1920-talet, som syftade till att införa ateism och jämlikhet mellan könen i de centralasiatiska sovjetrepublikerna i enlighet med kommunistiska principer, och där avskaffandet av slöjan ingick i programmet. Uzbekistan var en av de platser där Hujum mötte mest våldsamt motstånd, och många kvinnor mördades då de lydde myndigheternas påbud att ta av sig slöjan, sedan mullorna hade uppmuntrat muslimska män att döda obeslöjade kvinnor, och tusentals kvinnor ska ka mördats medan reformen pågick.
Efter självständigheten från Sovjet uppkom en reaktion mot den sovjetiska anti-religiösa politiken, och slöjbruket fick ett visst uppsving.

## Europa
I många länder i Europa förekommer en utbredd diskussion huruvida hijab ska ses som ett uttryck för kvinnoförtryck eller ett sätt för kvinnor att markera sin religiösa tillhörighet och vördnad för religionen, när den bärs av fri vilja. Enligt ett beslut av Europeiska unionens domstol har arbetsgivare rätt att vägra anställda bära religiösa, filosofiska och politiska symboler under arbetstid.
Vissa tolkar hijaben som symbol för manligt förtryck av kvinnor, könssegregering, arrangerade äktenskap och hederskultur. Motståndare till hijab menar att Koranen bör tolkas utifrån att den skrevs i en annan tid, att mäns orena tankar måste vara deras eget ansvar och att det inte enbart kan vara kvinnans ansvar att undvika att bli sexuellt ofredad.
Att muslimska kvinnor i det sekulariserade Europa väljer att bära slöja kan ha flera skäl: att de önskar ta avstånd från vad de tolkar som "västvärldens kommersialiserade, utseendefixerade och sexualiserade kultur"; att de vill identifiera sig med den muslimska kulturen; och att de vill underkasta sig vad de tolkar som Guds vilja enligt en bokstavlig tolkning av Koranen. De uttrycker ofta en vilja att värna vad de uppfattar som sin integritet och frihet, och känner sig fredade från mäns blickar och trygghet för att de inte frestar män till orena tankar och handlingar, när de är beslöjade.
I Belgien, Nederländerna, vissa städer i Spanien samt Sevastopol är slöja som täcker ansiktet förbjudet.

### Albanien
Albanien var ett land med en muslimsk majoritetsbefolkning när det blev självständigt år 1920, men slöjbärande var främst ett bruk för stadsbefolkningen vid denna tid. Albanien grundades som en sekulär stat, och slöjan sågs som en symbol inte bara för religiös makt i samhället, utan också för könssegregation och en isolering av kvinnor från samhället, vilket utgjorde en bortslösad samhällsresurs.
Slöjtvånget utsattes för häftig kritik av både intellektuella och från regeringshåll. Kung Zog I av Albanien stödde kvinnors rättigheter som ett led i sina moderniseringsreformer, och 1937 infördes ett förbud mot slöjan; det genomfördes dock genom övertalning snarare än genom aggressiva tvångsåtgärder. Kungen gav i uppdrag åt sina systrar att agera föredömen genom att visa sig offentligt obeslöjade, och den statliga kvinnoföreningen Gruaja Shqiptare fick i uppdrag att kampanja för reformen. 
I Albanien blev reformen gradvis framgångsrik under mellankrigstiden, och genomfördes slutgiltigt under kommunisttiden.

### Frankrike
År 1994 skickade Utbildningsministeriet i Frankrike ut en rekommendation till lärare och rektorer att förbjuda islamiska slöjor i franska skolor. År 2004 upphöjdes rekommendationen till lag.
Bärande av religiösa symboler är sedan 2004 förbjudet för alla anställda i den offentliga sektorn, som i Frankrike anses vara representanter för den sekulära statsbildningen. Detta omfattar exempelvis lärare, tågbiljettkontrollanter för SNCF och anställda på Frankrikes postverk. Icke-diskreta religiösa symboler såsom hijab är förbjudna i statliga skolor åtminstone sedan 2005, och slöja som täcker ansiktet (burka och niqab) på offentliga platser sedan april 2011. Baddräkten burkini förbjöds i flera kommuner i södra Frankrike i augusti 2016, men förbudet hävdes preliminärt i en vägledande dom samma månad.
Enligt en studie av Institute of Labor Economics förbättrades utbildningsprestationerna för muslimska flickor efter de franska restriktionerna, då fler av dem avslutade gymnasiet (franska: lycée) med godkända betyg.

### Jugoslavien

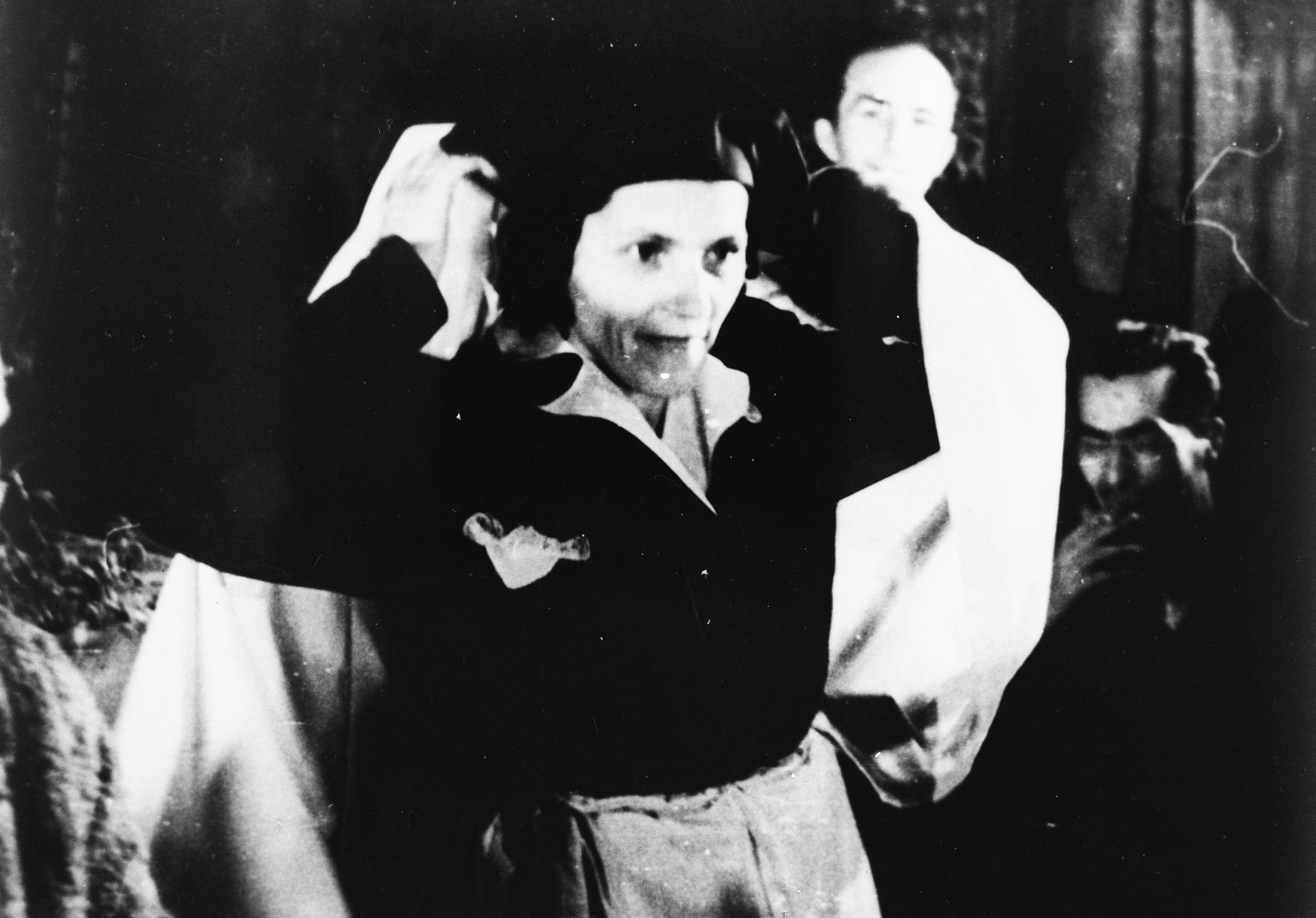
Šemsa Kadić tar demonstrativt av sig sin slöja inför anti-slöjkampanjen på Women's Antifascist Front of Bosnia and Herzegovina i Sarajevo, 1947

I enlighet med den kommunistiska ideologins sekulära ideal förbjöds religiös klädsel i Jugoslavien under kommunisttiden, bland annat hijab 1950.
Kommunistpartiets (KPJ) gav 1947 sin kvinnorganisation Women's Anti-Fascist Front (AFZ) att driva kampanj i frågan i Bosnien-Hercegovina, Makedonien och Kosovo.  AFZ ansåg slöjan som ett hinder i den jämlikhet mellan könen som föreskrevs i kommunismen. Kampanjen mötte motstånd från imamerna på landsbygden, men fick stöd av General Assembly of the Islamic Community i Bosnien-Hecegovina, som förklarade sitt stöd för kvinnors frigörelse och att slöjan inte var nödvändig inom islam. General Assembly of the Islamic Community förklarade att det inte var oförenligt med islam för kvinnor att röra sig fritt obeslöjade, och 1947-50 slutade nästan alla kvinnor i Sarajevo bära slöja. Däremot hade kampanjen svag framgång utanför Sarajevo, och därför beslöts det att ett förbud skulle införas. 
Förbudet genomfördes av Bosnien-Hercegovinas parlament 28 september 1950, och exemplet följdes sedan av Montenegro, Serbien och Makedonien.  Både de som bar slöja och de som tvingade andra att bära slöja mot deras vilja riskerade därefter böter eller fängelse.

### Norge
Under firandet av den internationella kvinnodagen den 8 mars 2009 i Oslo väckte kolumnisten Sara Azmeh Rasmussen starka reaktioner genom att offentligt bränna sin hijab.

#### Bland somalier
Enligt sociolog Kristine Fangen vid Universitetet i Oslo som intervjuat 50 somaliska kvinnor i Norge är heder ett viktigt koncept för de flesta som intervjuades och unga kvinnor är upptagna med att skydda sitt rykte mot anklagelser av hederskaraktär. Användandet av slöjan hijab och mer täckande typer av islamisk klädsel är sprunget ur behovet av att framstå som ärbara muslimska kvinnor. Genom att använda en slöja i kombination med långa kjolar signalerar de att de respekterar muslimska normer för hur en ung kvinna ska bete sig. Slöjan medför också fördelar då äldre somalier respekterar dem mer.
Den andra dominerande anledningen till att bära slöja är religiositet och att protestera mot västerländsk kultur.

### Schweiz
I den schweiziska kantonen Ticino är slöja som täcker ansiktet förbjudet efter en folkomröstning i juli 2016 då 65% röstade för ett förbud.

### Sverige
I Sverige blev hijab, liksom turban och kippa, tillåtna undantag från polisens uniformsbestämmelser år 2006.
Enligt Mångfaldsbarometern instämde 2006 nästan hälften (49,8%) helt eller delvis i att slöjan borde förbjudas på arbetsplatser och i skolan, vilket utgjorde en del av en ökande trend.
Efter att en gravid kvinna med hijab attackerats hösten 2013 klädde sig många svenska icke-muslimska kvinnor i hijab under det så kallade hijabupproret, som en solidaritetshandling för att försvara muslimska kvinnors rätt till sin muslimska identitet utan att bli trakasserade. Feminister med muslimsk bakgrund  ifrågasatte hijabupproret.
I december 2019 förbjöd skånska kommunen Skurup hijab, niqab och burka i skollokaler, efter att Staffanstorp tidigare infört ett förbud.  Detta har dock inte trätt ikraft efter att diskrimineringsombudsmannen ansett att förbudet inte är förenligt med diskrimineringslagen. Dessutom pågår en prövning av slöjförbudsbeslutet i förvaltningsrätten i Malmö (2020)

### Österrike
I maj 2019 förbjöd Österrike slöjan i grundskolan för barn upp till och med det år eleven fyller tio. Förordningen motiverades med jämställdhet mellan män och kvinnor, barnens integration i lokala sedvänjor och författningens grundvärderingar.

## Nordamerika

### Kanada
I Québec stiftades en lag som innebär att offentligt anställda som exempelvis lärare inte kan bära religiösa symboler som turban, kippa eller hijab under arbetstid.